# Rudolf Redlinghofer

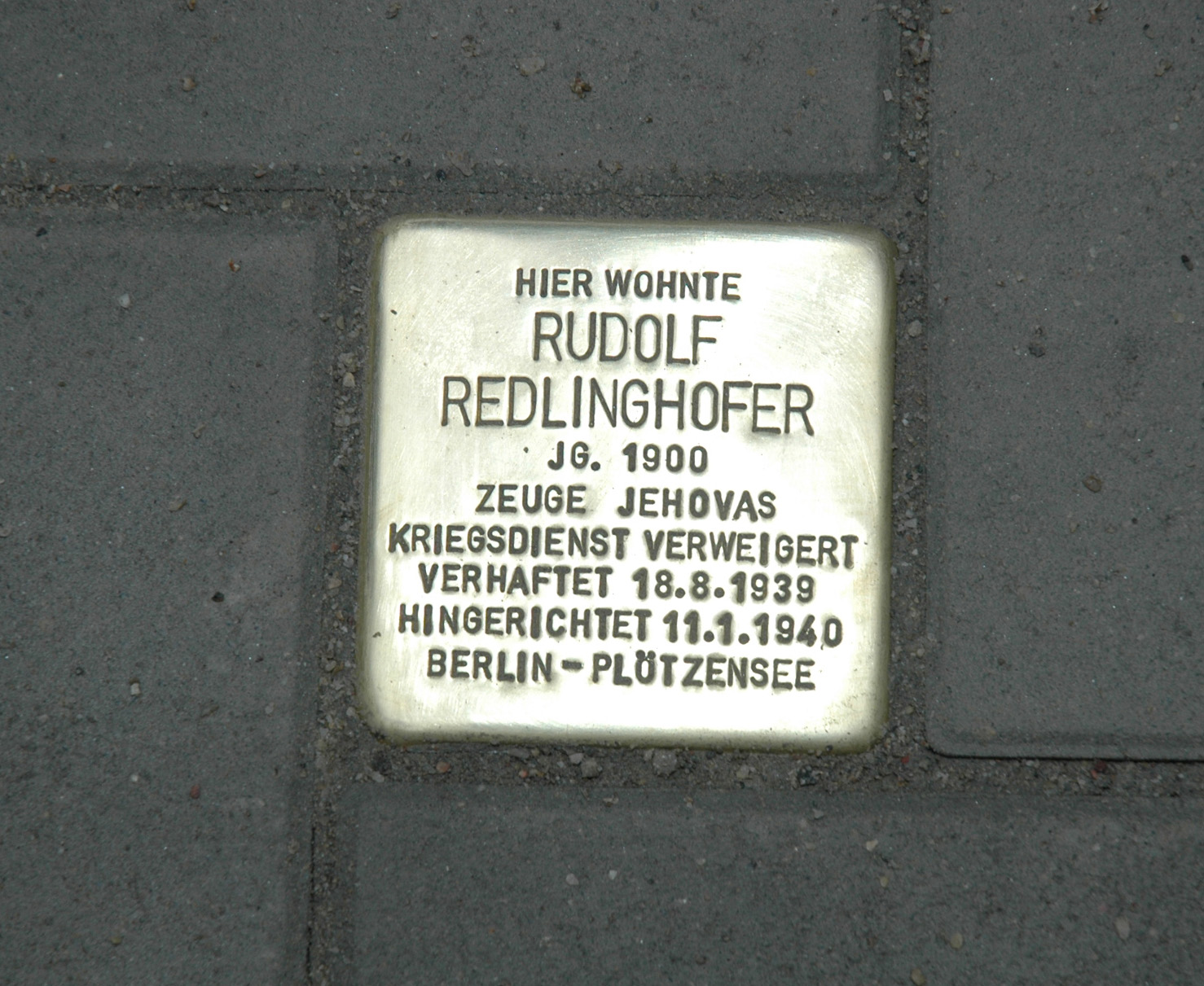
Stolperstein Rudolfa Redlinghofera

Rudolf Redlinghofer (ur. 31 października 1900 w Wiedniu, zm. 11 stycznia 1940 w Berlinie) – austriacka ofiara narodowego socjalizmu z Krems w Dolnej Austrii. Jako Świadek Jehowy, ze względu na sumienie, odmówił pełnienia służby wojskowej. Został stracony przez ścięcie na gilotynie. Wyrok wykonano 11 stycznia 1940 roku w berlińskim więzieniu Plötzensee. 58 lat po egzekucji został zrehabilitowany przez Republikę Austrii.

## Życiorys
Redlinghofer Rudolf na początku lat 30. XX wieku przyjął wierzenia Świadków Jehowy. Mieszkał ze swoją żoną Agnes w Krems. Pracował w kamieniołomie w pobliżu Meidling. Wkrótce po ślubie, 3 listopada 1937, urodziła się im córka Regina. 25 lipca 1939 Rudolf odmówił szkolenia wojskowego, później nie przyjął wezwania do stawienia się w jednostce wojskowej. 18 sierpnia 1939 roku został aresztowany przez gestapo i osadzony w więzieniu w St. Pölten. Tam bezskutecznie próbowano złamać jego opór. 13 listopada 1939 dochodzenie przeniesiono do więzienia w Berlinie Alt-Moabit.
Proces sądowy odbył się przed Najwyższym Trybunałem Wojennym w dniu 9 grudnia 1939 bez udziału obrońcy. Wyrokiem sądu (pod którym podpisali się Schmauser v. Göldel, Schroth, Büscher, Block) odebrano mu prawa obywatelskie i skazano na śmierć. 21 grudnia 1939 wyrok potwierdził prezes Sądu Wojskowego Rzeszy. Skazanego osadzono w więzieniu Berlin-Plötzensee i 11 stycznia 1940 r. zgilotynowano. Jego żona Agnes i dwie córki znalazły się w bardzo trudnej sytuacji materialnej. Agnes Redlinghofer starała się dorobić jako gospodyni. Później wraz z córkami przeniosła się na Heinemannstrasse 5, gdzie mieszkała do śmierci.

## Rehabilitacja
14 października 1998 sąd w Wiedniu wydał orzeczenie w sprawie byłych hitlerowskich wyroków sądowych, w którym zrehabilitował również Redlinghofera. 23 czerwca 2009 w Krems nad Dunajem, na ulicy Spitalgasse 3 – w miejscu jego ostatniego miejsca zamieszkania – odsłonięto pamiątkową tablicę z jego imieniem. Ponieważ dom, w którym mieszkał został wyburzony, tablicę umieszczono na chodniku jako stolperstein.